# Castelo de Montsoreau

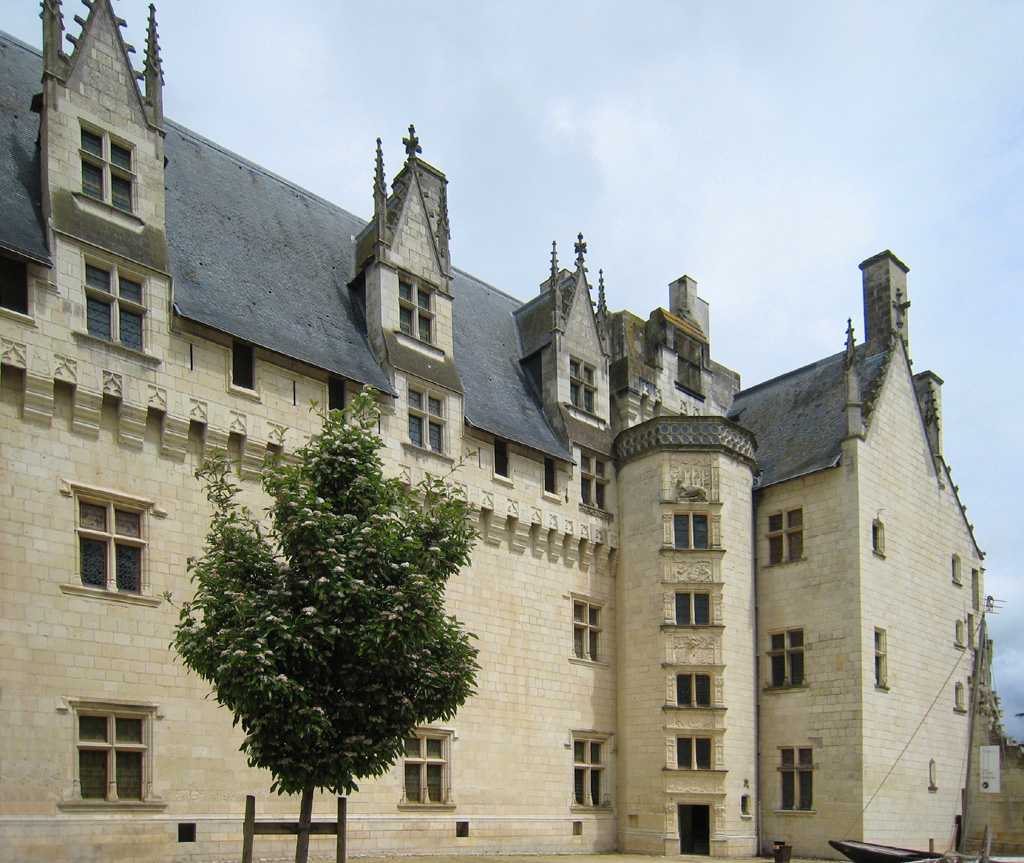
Fachada interior do Castelo de Montsoreau com a sua torre renascentista.

O Castelo de Montsoreau (em francês: Château de Montsoreau) é um palácio francês de estilo feudal e renascentista que se situa ao longo do Loire, na comuna de Montsoreau, departamento de Maine-et-Loire, junto à estrada que liga Fontevraud-l'Abbaye a Candes-Saint-Martin. Inicialmente desempenhava o papel de fortaleza estratégica, controlando o tráfego entre as antigas províncias francesas Anjou, Poitou e Turene. O Castelo de Montsoreau é o único castelo do vale do Loire construído diretamente no leito do rio Loire.
O Castelo de Montsoreau foi classificado como Monumento Nacional pelo Ministério da Cultura francês em 1862.
O castelo de Montsoreau é classificado como parte do Vale do Loire, Patrimônio da Humanidade pela UNESCO em 2000.

## Etimologia

### Latim
O nome Montsoreau apareceu pela primeira vez em 1086 em um mapa em sua forma latina: Castrum Monte Sorello ou Mons Sorello. Mons o Monte refere-se a um promontório rochoso. A origem e a interpretação do nome Sorello ainda são desconhecidas, mas sem dúvida significariam carecas ou vermelhas. Essa rocha devia sua notabilidade, relativamente antiga, ao fato de estar localizada na cama do Loire, parcialmente cercada por suas águas durante o período. tempos de água alta. Além disso, mesmo antes de uma fortaleza ser construída, um edifício administrativo ou de culto já ocupava o local desde a época galo-romana.

### Literário
Em A Dama de Monsoreau, Alexandre Dumas se diverte encontrando uma origem muito particular no nome do castelo, fazendo com que ele se desvie do monte de ratos:
| “                                            | - Deixa-o chamar! O Senhor Duque de Anju que espere se quiser. Aquele homem despertou a minha curiosidade. Acho-o singular. Não sei por que me está parecendo que hei-de vir a ter alguma pendência com ele; é destas ideias que ocorrem às vezes, como sabes, quando sucede ver-se um individuo pela primeira vez. E daí. aquele nome, Monsoreau. - Monte de rato - replicou Antraguet -, é esta a etimologia; foi o padre-mestre lá de casa que ma ensinou esta manhã: Mons Soricis. | ” |
| — Alexandre Dumas, A Dama de Monsoreau, 1846 | |   |

## História e Arquitectura

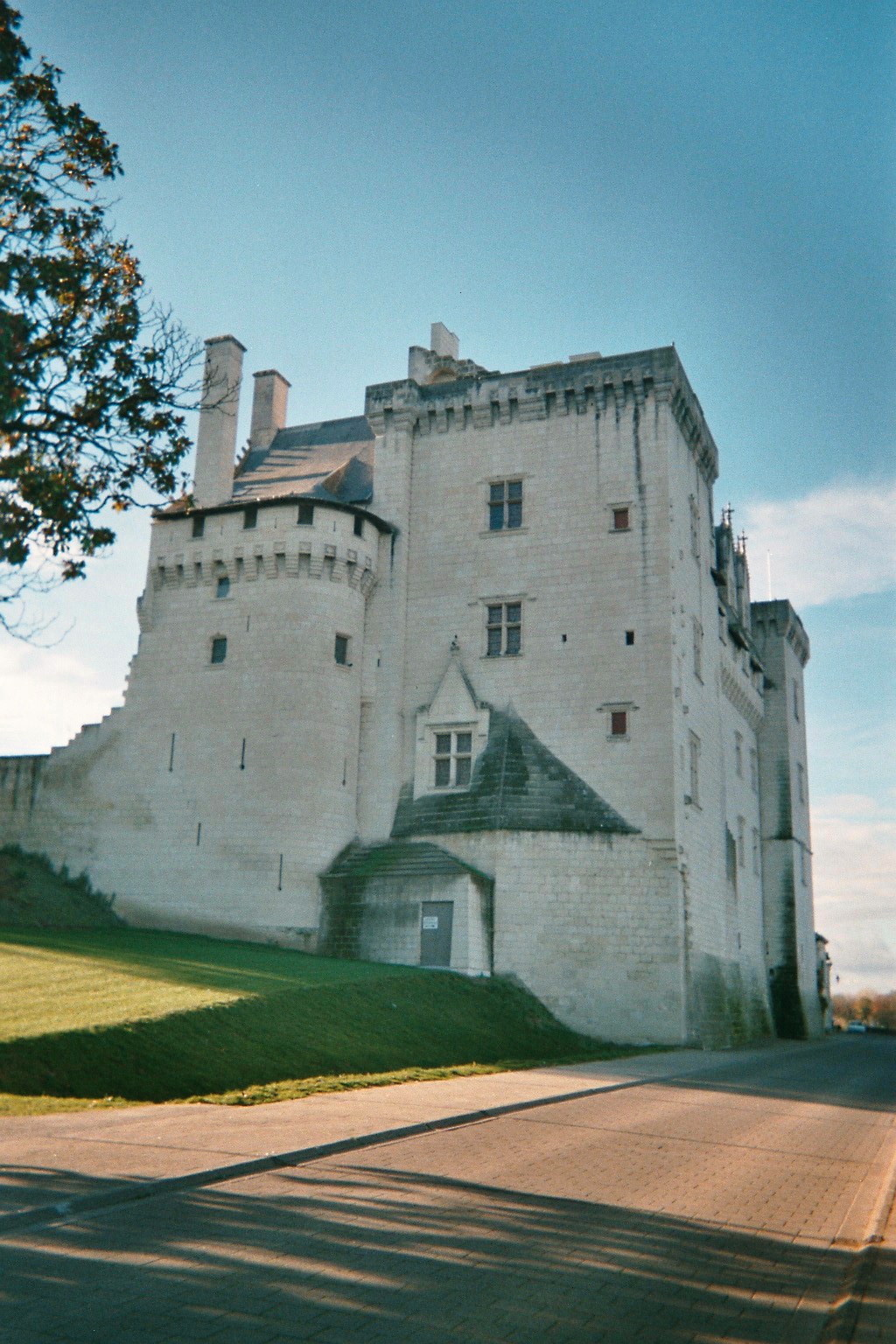
O Castelo de Montsoreau visto da estrada.

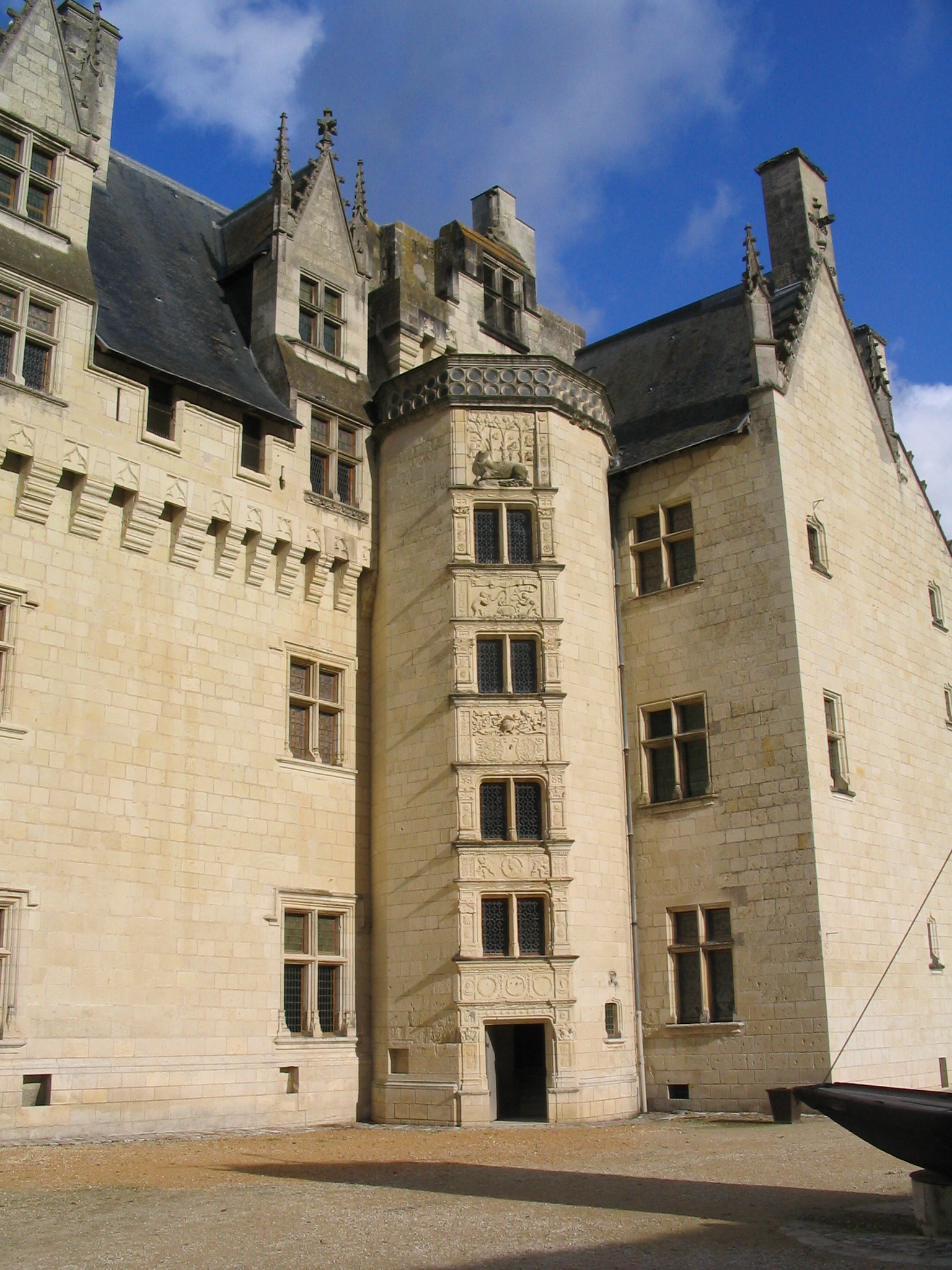
Detalhe da fachada interior com a torre renascentista.

O nome de Montsoreau aparece pela primeira vez numa carta, datada de 1089, sob a forma "castrum de Monte Sorello". Era então propriedade de Guillaume de Montsoreau, vassalo dos Condes de Anjou. Em 1152 foi cercado por Henrique II Plantageneta.
Em 1213, o castelo passou para a família Savary – na sequência duma união entre esta família e os Montsoreau – e depois, em 1374, para a família de Craon, Viscondes de Châteaudun. Passou em seguida para a família Chabot e, por fim, para a família de Chambes por ocasião do casamento de Jeanne Chabot, herdeira, e Jean II de Chambes no dia 17 de Março de 1445.

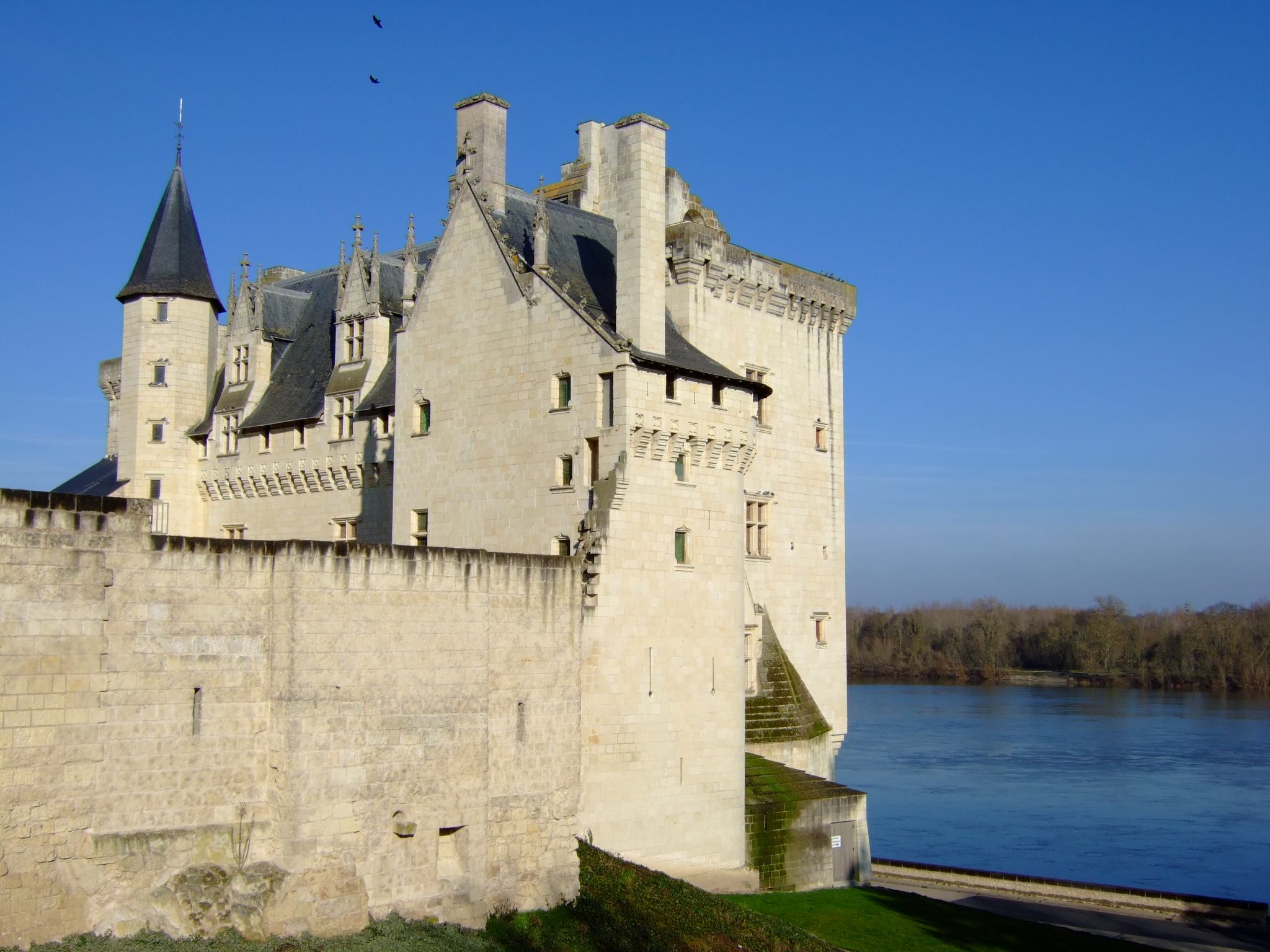
O Castelo de Montsoreau junto ao Loire.

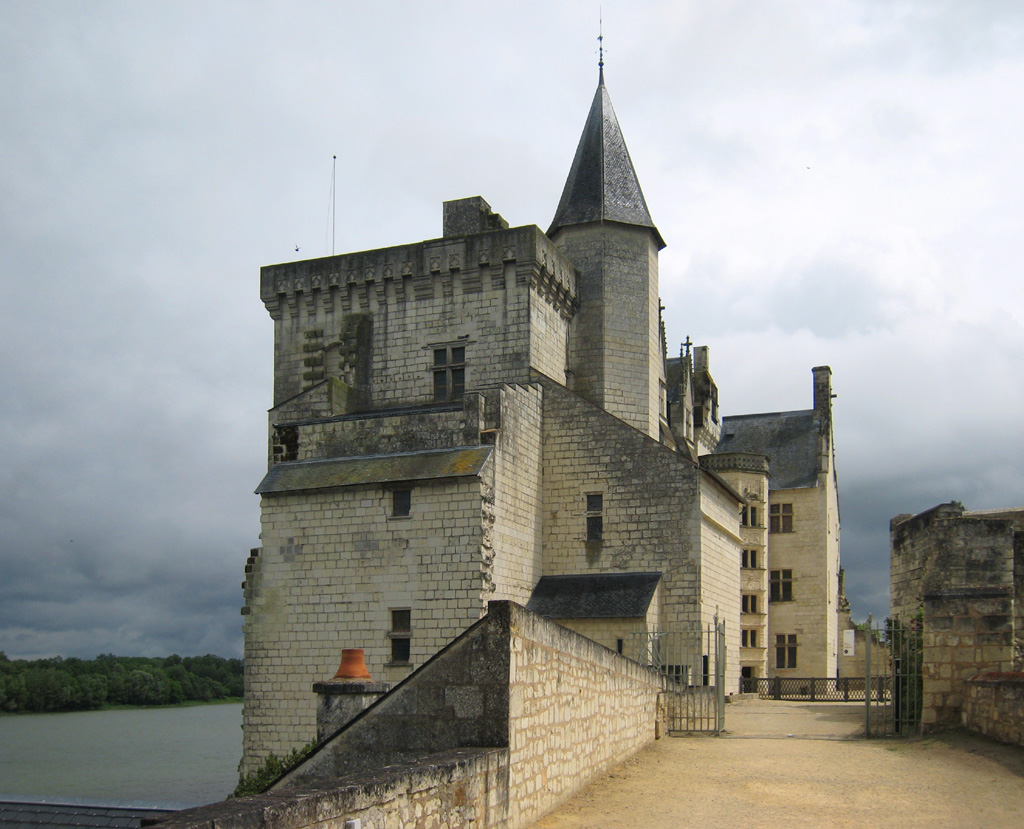
Entrada para o castelo.

Foi Jean de Chambes, conselheiro do rei de França Carlos VII, quem mandou construir o actual castelo no século XV. O logis apresenta uma fachada sobre o Loire e uma outra sobre o pátio interior, onde se pode ver uma característica torre renascentista.
Alexandre Dumas tornou célebre o nome de Monsoreau (ortografado sem t) no seu romance La Dame de Monsoreau, baseado nas escapadelas amorosas de um senhora que ocupava o castelo durante o reinado de Henrique III. A história pôs em cena os amores contrariados de Diane de Méridor, de seu nome verdadeiro Françoise de Maridor, esposa de Charles de Chambes, Conde de Monsoreau, e do seu amante Louis de Bussy d'Amboise.
Após a revolução francesa, o castelo foi dividido entre vários proprietários. As salas acabaram por ser utilizadas como locais de habitação e como espaços de armazenamento, até que finalmente o edifício se tornou decrépito.
Até ao final do século XIX, o castelo esteve abandonado e em ruínas. Em 1862 foi classificado como monumento nacional, embora as fotos da época o mostrem num estado de abandono significativo, com portas e janelas partidas e terrenos mal cuidados. O antigo recinto do castelo foi inscrito como monumento histórico por decreto de 6 de Outubro de 1938, embora o castelo renascentista já tivesse sido listado em 1862. Os restos da capela foram inscritos em 3 de Dezembro de 1930. O Palais de la Sénéchaussée, situado no antigo recinto do castelo, foi inscrito a 6 de Outubro de 1938.
Hoje em dia, tendo sido objecto de extensas obras de renovação, é propriedade do departamento e abriga o Musée des Goums Marocains, encontrando-se, portanto, aberto ao público. A administração está nas mãos duma empresa privada. Em 2001, após obras de conservação, o edifício foi reaberto sob o lema Les imaginaires de Loire (Os imaginários do Loire). O visitante fica imerso, através duma visita audio-visual, na paisagem do Loire no Anjou, com a sua história cultural, económica e social.

## Galeria

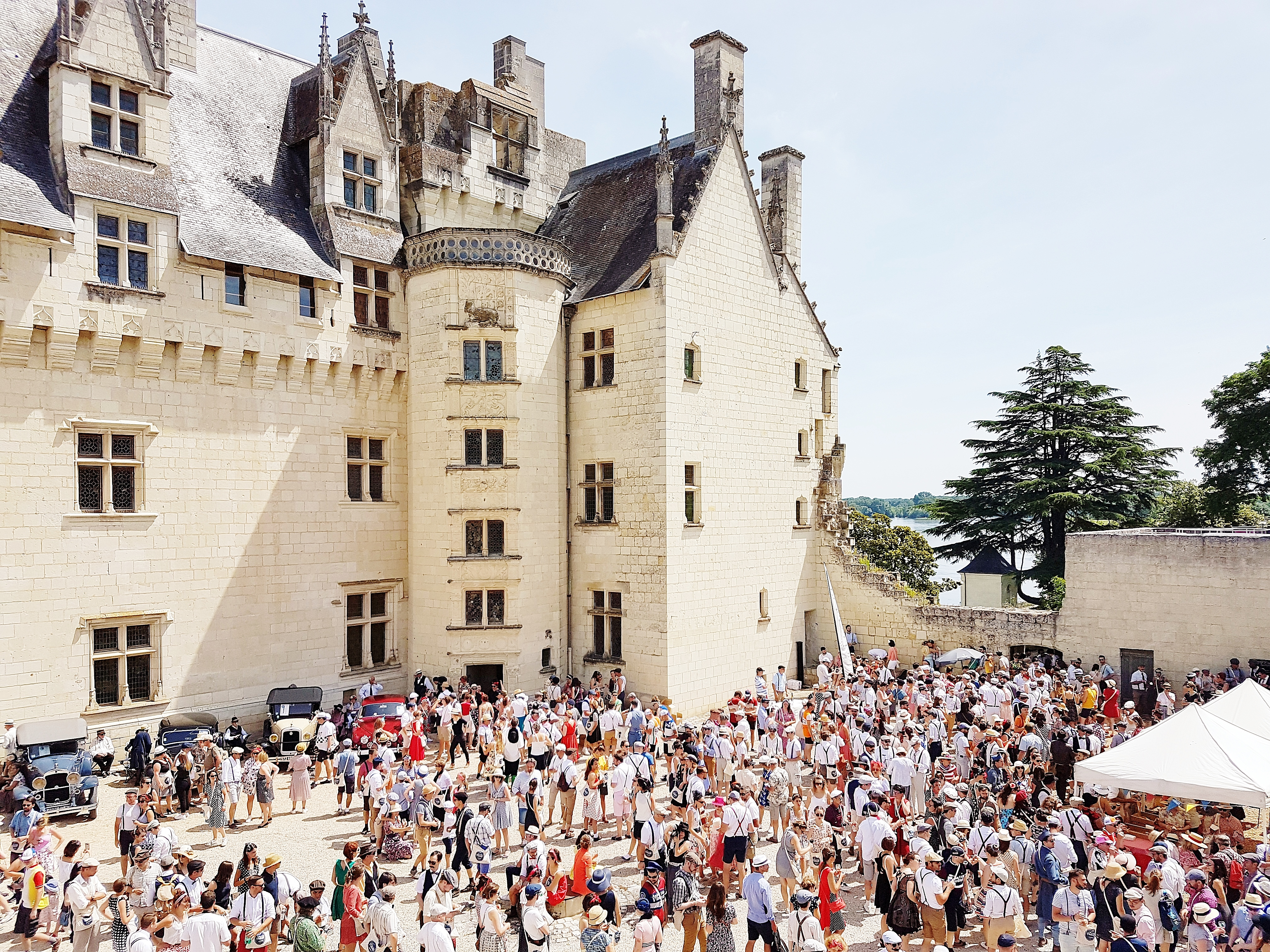
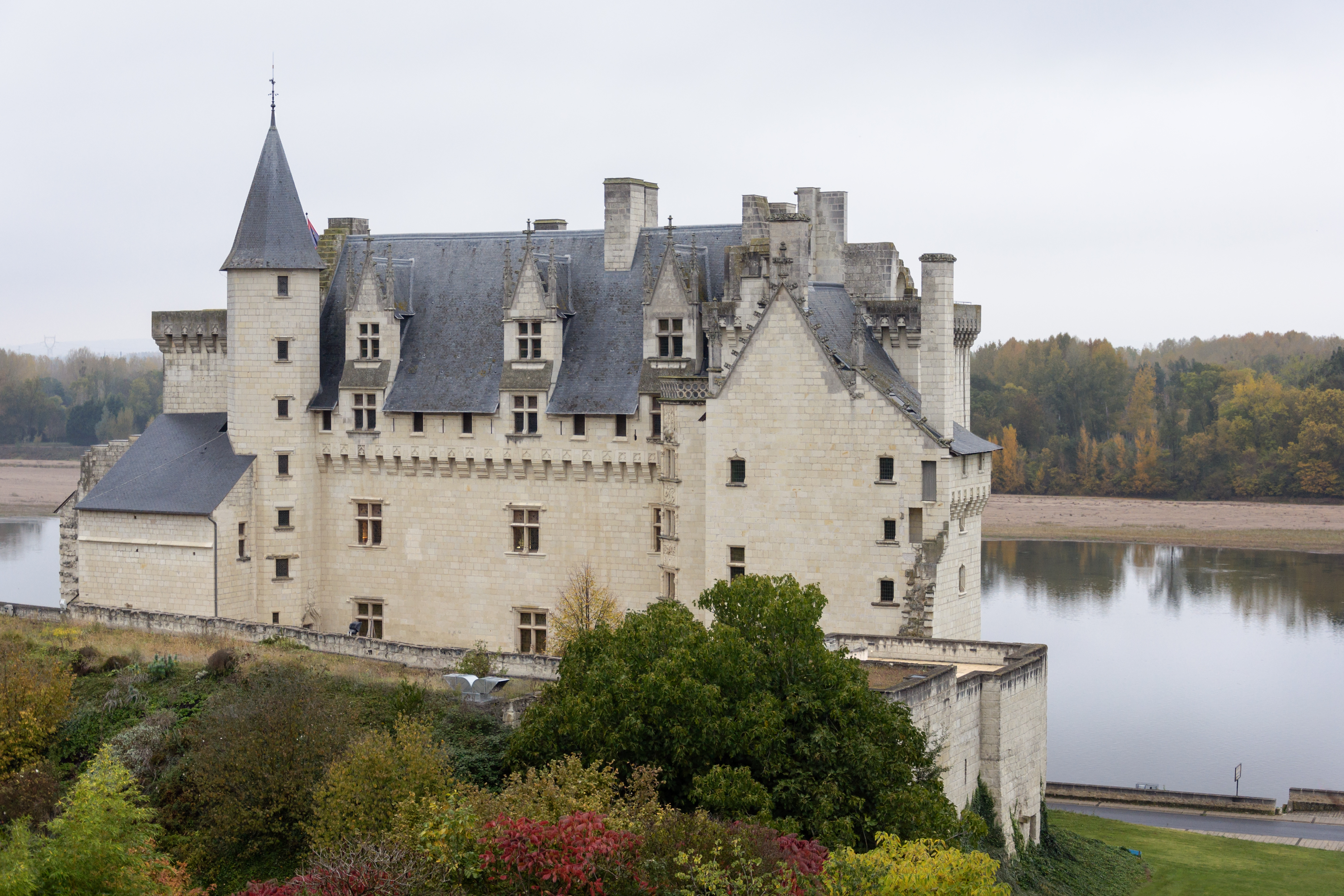
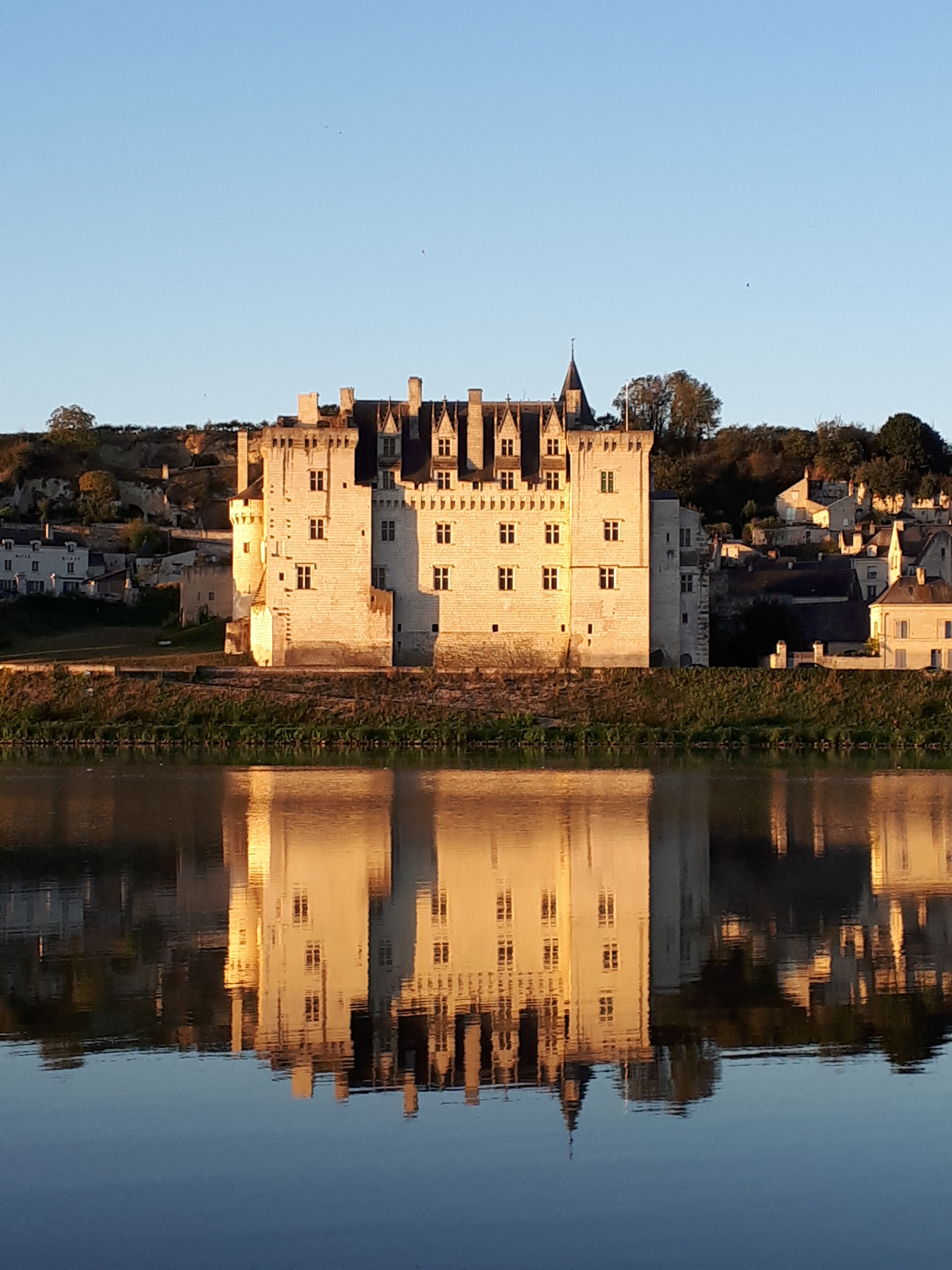
Castelo de Montsoreau-Museu de Arte Contemporânea
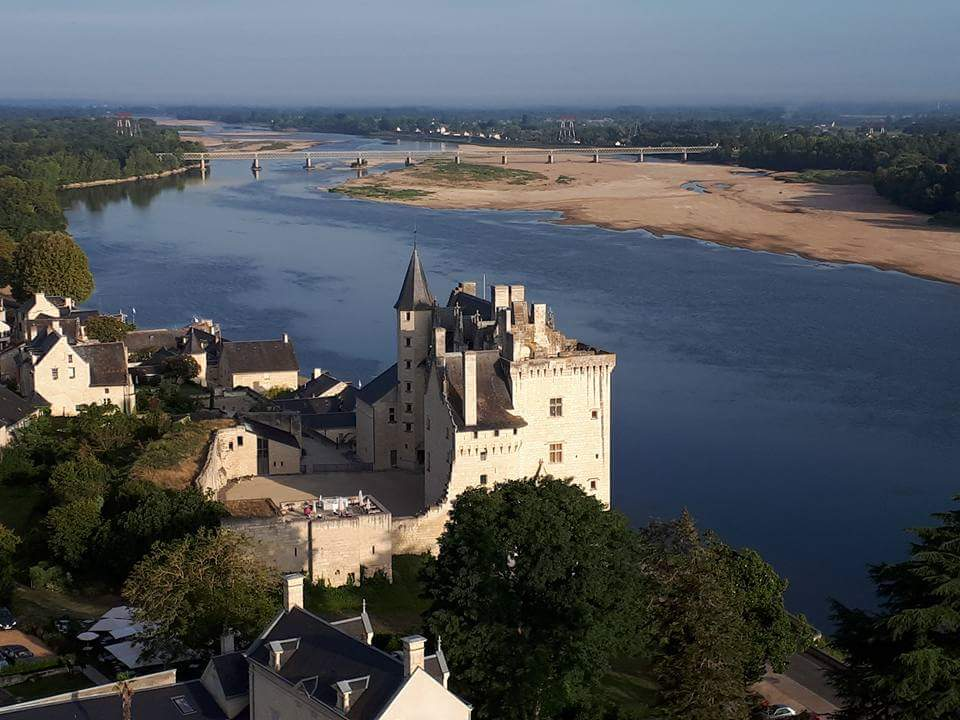
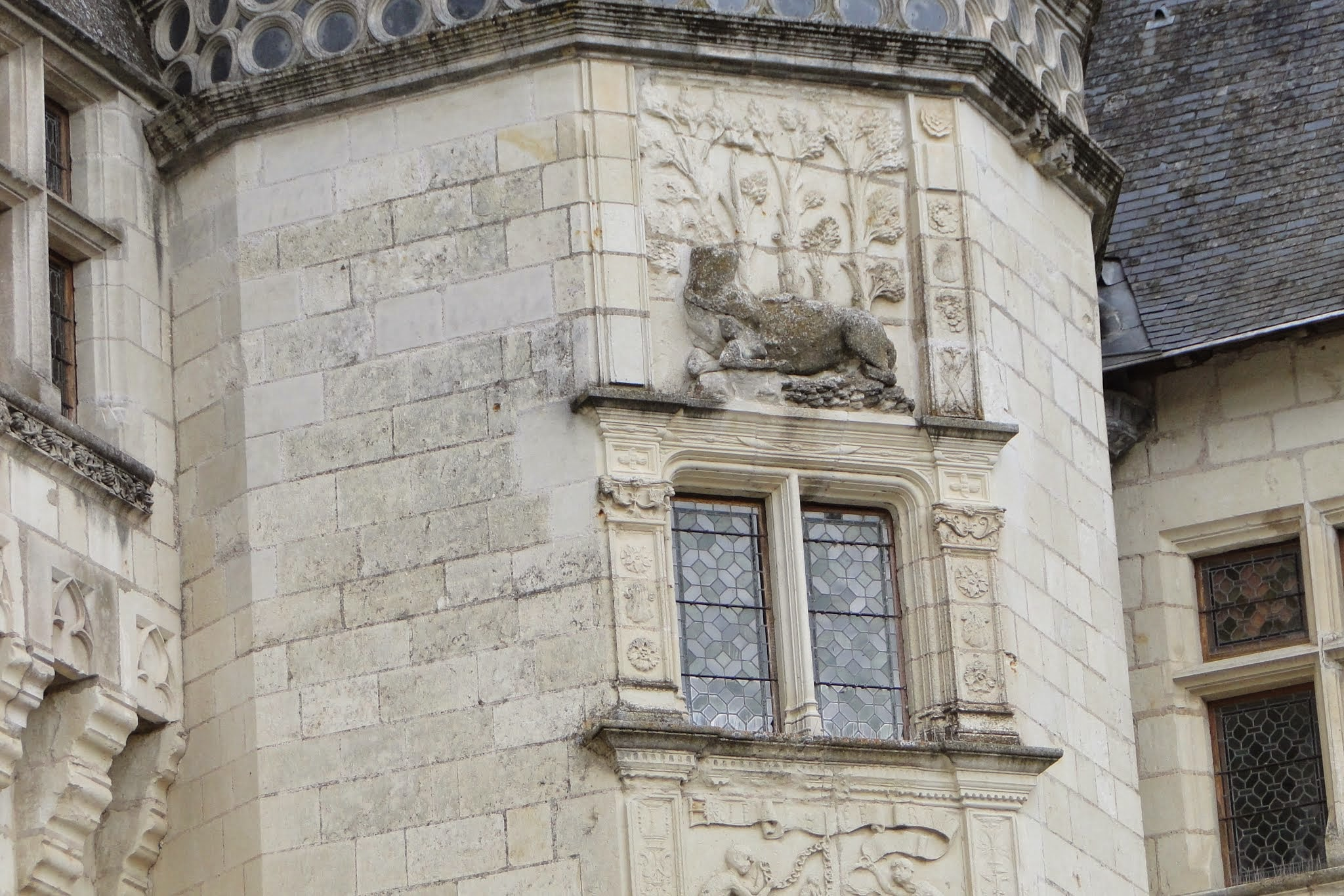
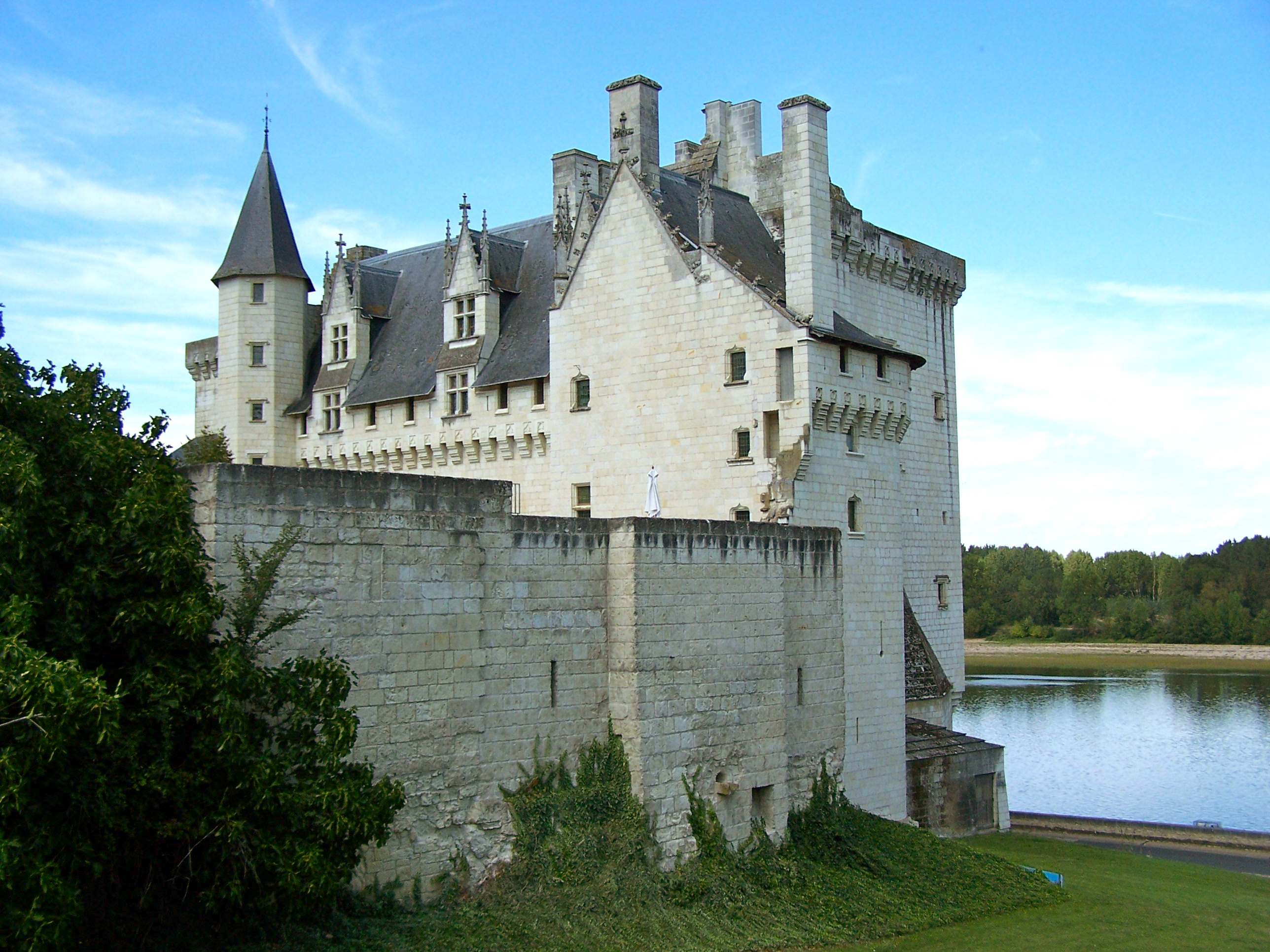
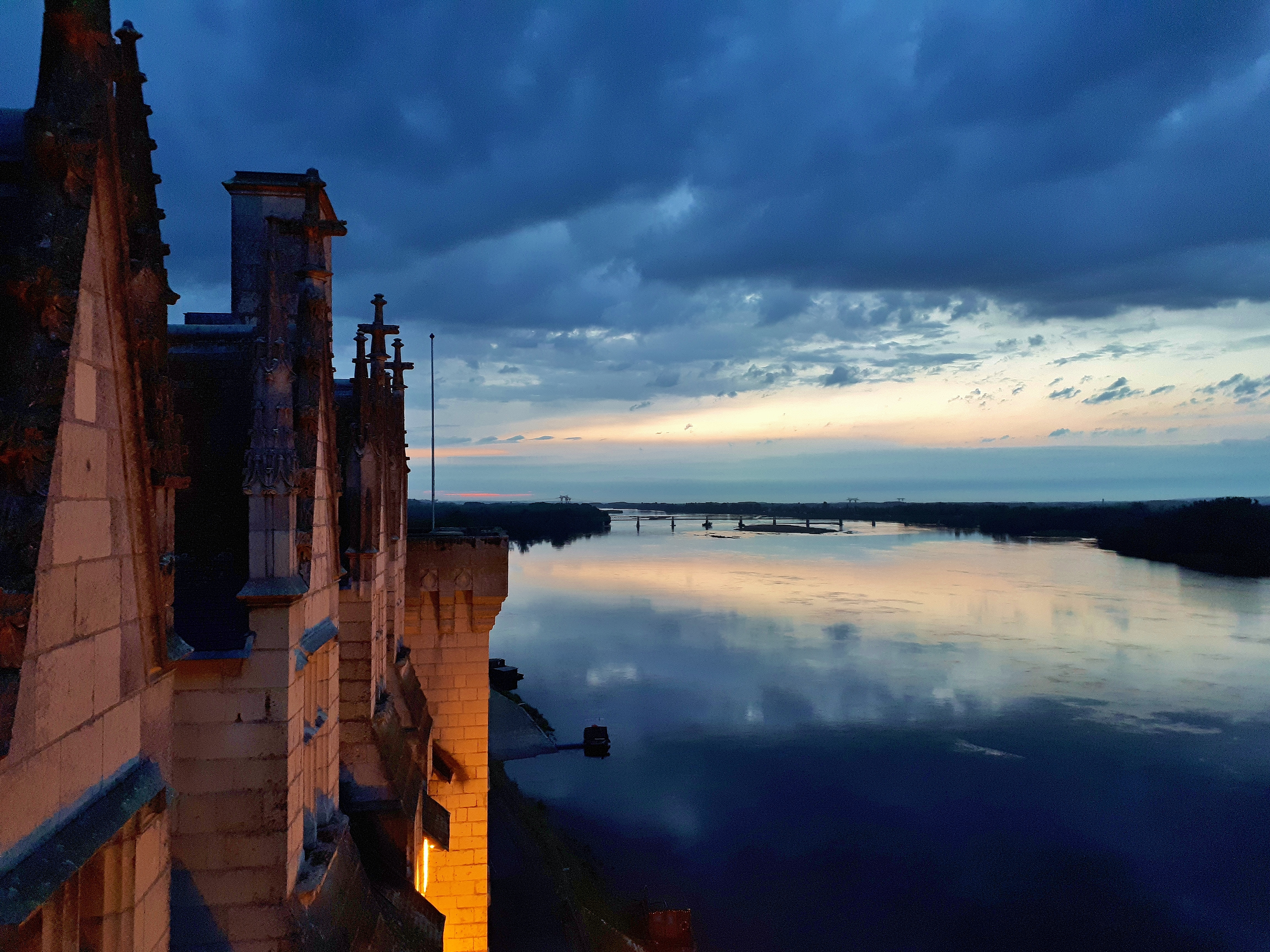
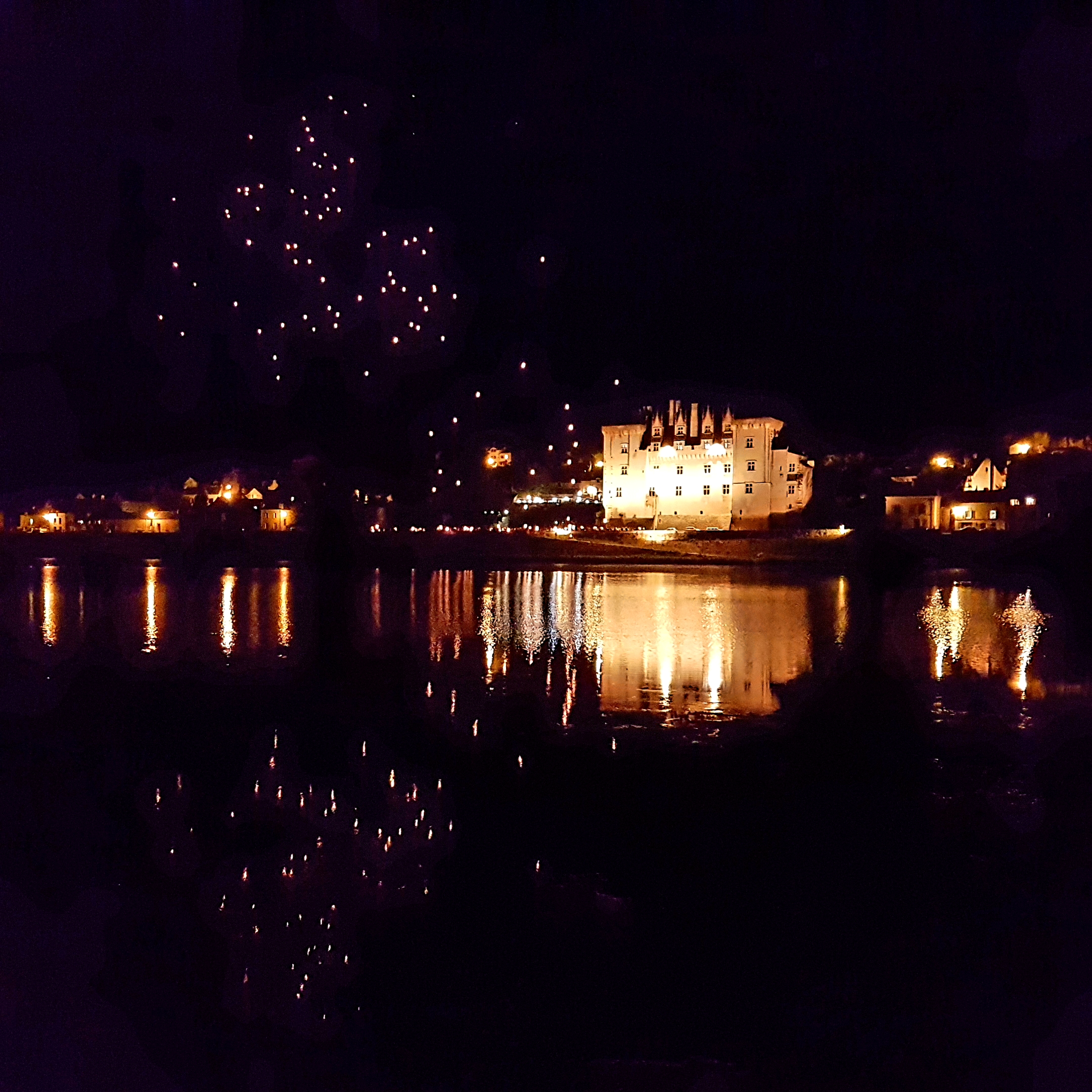